# Мацудайра (род)
Род Мацудайра (яп. 松平氏 Мацудайра-си) — самурайский род в средневековой Японии. Происходит от аристократического рода Минамото. Принадлежит к местной знати провинции Микава (современная префектура Айти)
От рода Мацудайра происходит первый сёгун Сёгуната Токугава — Мацудайра Мотоясу. Он изменил своё имя на Токугава Иэясу в знак независимости от протектората рода Имагава и будущих амбиций на трон сёгуна.
В средневековье род Мацудайра разделился на 14 ветвей:
- Такэноя (яп. 竹谷);
- Катанохара (яп. 形原);
- Огуса (яп. 大草);
- Нагасава (яп. 長沢);
- Номи (яп. 能見);
- Гои (яп. 五井);
- Фукодзу (яп. 深溝);
- Огю (яп. 大給);
- Такиваки (яп. 滝脇);
- Фукама (яп. 福釜);
- Сакураи (яп. 桜井);
- Тодзё (яп. 東条);
- Фудзии (яп. 藤井);
- Мики (яп. 三木).

В период Эдо (1603 — 1868 год) представители этих ветвей контролировали немало удельных владений (ханов), благодаря своим родственным связям с династией сёгунов Токугава.
В июне 1868 года род Мацудайра вошёл в оппозиционный Северный союз. 
Род Мацудайра существует и по сей день.